# Коротаев, Иван Максимович
Ива́н Макси́мович Корота́ев (1910, Московская губерния — 1984, Москва) — советский полярный лётчик, бортмеханик, участник нескольких высокоширотных воздушных экспедиций, Герой Социалистического Труда (1949).

## Биография
Родился в семье рабочего, русский. Отец за участие в революции 1904-1905 годов в Орехово-Зуево отбыл пятилетнюю ссылку в Тобольской губернии, после чего из-за запрета жить в городах, поселился в подмосковной деревне, после революции работал в советских органах Московской области. Мать была ткачихой, впоследствии домохозяйка (воспитывала четверых детей).
После окончания семилетней школы начал трудовую деятельность, в 1925 году устроился на радиозавод «Химрадио» (впоследствии — «Мосрадио») учеником слесаря. Работал там же слесарем до 1930 года.
В 1929 году по комсомольскому набору был принят в Москве кандидатом в ленинградскую лётную школу. Однако по прибытии в Ленинград в 1930 году выяснилось, что набор в школу закончен. Был зачислен в Военно-техническую школу Военно-Воздушных сил РККА имени К. Е. Ворошилова. С её окончанием в 1932 году получил специальность военного бортмеханика. Служил бортмехаником в войсковой части в посёлке Монино Московской области. В 1933 году часть перебазировалась в Хабаровск, там продолжал служить и летать в качестве борттехника и бортинженера. С 1934 по 1936 год служил начальником лётно-испытательной станции в Монино.
В июле 1936 года уволился из армии в запас и перешёл в Московскую авиационную группу особого назначения Управления полярной авиации Главного управления Северного морского пути (ГУСМП) при Совете Народных комиссаров СССР. Первые годы работал в Чукотском авиаотряде. Одним из первых авиамехаников осваивал арктическую воздушную трассу Москва—Мыс Шмидта и полёты на Чукотском полуострове.
21 сентября 1938 года на самолёте ПС-7 Н-162 в составе экипажа лётчика М. Н. Томилина и бортмеханика А. И. Мохова в районе острова Малый Диомид обнаружил и доставил на базу четырёх гидрологов с полярной станции Уэлен, пропавших 17 сутками ранее и унесённых штормом на катере в Берингов пролив.
В январе 1939 года принял участие в спецзадании ГУСМП по оказанию помощи горной экспедиции в одном из труднодоступных районов Чукотки в составе экипажа командира Чукотского авиационного отряда М. Н. Каминского на самолёте Г-1 Н-174. За успешное выполнение задания экипаж был отмечен благодарностью начальника Управления полярной авиации ГУСМП и премией в размере месячного оклада.
С 1939 года участвовал в проведении ледовой авиационной разведки, обеспечивая проводку караванов морских судов в арктических морях. В годы Великой Отечественной войны участвовал в проводке военных кораблей и подводных лодок, за что отмечался командованием ВМФ. С ноября 1944 года член ВКП(б).
После войны снова работал старшим механиком в Московской авиационной группе особого назначения Управления полярной авиации ГУСМП при Совете Министров СССР. Участник ряда воздушных высокоширотных экспедиций в Арктику, в том числе проводившихся совместно с Военно-воздушными силами и Воздушно-десантными войсками Вооружённых Сил СССР. Освоил все типы самолётов , применявшихся в авиаразведке и высокоширотных воздушных экспедициях.
В воздушных высокоширотных экспедициях «Север-2» (март–май 1948 года) и «Север-4» (апрель–май 1949 года) в составе экипажа Пе-8 будущего Героя Советского Союза В. С. Задкова летал на Северный полюс. Работа экспедиций была организована методом «прыгающих групп». В разные части Арктического бассейна забрасывались отряды исследователей. Количество таких точек в 1949 году дошло до тридцати. Вылетал на ледовую разведку, определяя районы будущих ледовых аэродромов и полярных станций. Экспедиция «Север-4» завершилась 16 мая 1949 года беспосадочным перелётом самолёта Пе-8 СССР-Н396 с базы № 5 (88° с.ш., 170° в.д.) через Северный полюс в Москву. В этом полёте выполнял роль старшего механика самолёта.
Указом Президиума Верховного Совета СССР от 6 декабря 1949 года («закрытым») за исключительные заслуги перед государством в деле изучения и освоения Арктики Ивану Максимовичу Коротаеву присвоено звание Героя Социалистического Труда с вручением ордена Ленина и золотой медали «Серп и Молот».
В экспедиции «Север-5» (март — май 1950 года) выполнял труднейшие задачи по организации научных баз на льду, ежедневно совершая на самолёте Пе-8 полёты на расстояние более 2000 км от береговых баз и снабжая научные и боевые группы самолётов горючим и продовольствием. Результатом экспедиции явилось обследование Арктического бассейна, включая район Северного полюса, моря Бофорта, океанских акваторий вблизи Аляски, Канады и Гренландии. Были открыты подводный хребет Ломоносова и Канадско-Таймырская магнитная аномалия. Кроме того, выполнены программы испытаний по боевому применению военных самолётов в высоких широтах, проведён поиск арктических ледовых аэродромов для базирования истребителей и бомбардировщиков.
Участвовал также в экспедиции «Север-6» (март–май 1954), сразу после которой, в июне, занимался восстановлением найденного на льдине американского самолёта Дуглас Си-47/R4D-5L.
В одном из полётов в экипаже В. В. Малькова отличился тем, что при возвращении с дрейфующей станции «Северный полюс» обнаружил отсутствие горючего в основных баках. Краны запасных фюзеляжных баков забила изморозь, что мешало поступлению бензина к моторам. Чтобы избежать катастрофы и спасти самолёт, он разрубил топором шланги и соединил их напрямую, минуя краны. О произошедшем экипаж узнал только когда увидел бортмеханика, с ног до головы залитого бензином.
С 1955 года бортмеханик Московского авиаотряда Полярной авиации Главсевморпути, с 1960 – 254-го лётного отряда Полярного управления гражданской авиации. За 41 год полётов (из которых 36 лет в полярной авиации) налетал 18 227 часов.
В апреле 1971 года уволен с лётной работы по состоянию здоровья, с декабря 1971 года персональный пенсионер союзного значения. Жил в Москве, умер 9 июля 1984 года, похоронен на Северном Хованском кладбище.

## Награды
- медаль «Серп и Молот» (06.12.1949)
- орден Ленина (06.12.1949)
- три ордена «Знак Почёта» (02.12.1945, 19.05.1954, 29.08.1955)